# 松树林乡
松树林乡是中国陕西省延安市宝塔区下辖的一个乡。位于燕金路23公里处，全乡辖15个行政村，926户，农业人口3999人，基本农田7900亩，人均达2亩，

## 行政区划
松树林乡下辖以下行政区：
前马坪村、郭台村、陈子沟村、高窑村、后新窑村、前新窑村、松树林村、杨家峪村、大南沟村、米庄村、孙家砭村、后马坪村、芦子沟村、邓屯村、赵家河村